# Drenchill
Drenchill, właściwie Kourosh Tazmini (ur. w Cascais) – portugalski DJ nagrywający single z gatunków pop, house oraz dance.

## Życiorys

### Dzieciństwo i młodość
Drenchill chciał być DJ-em już w wieku 12 lat. Kiedy osiągnął 16 lat zaczął grać w klubie swojego ojca.

### Kariera
2012–2013: Kourosh Tazmini
12 lutego 2012 roku Drenchill (jeszcze jako Kourosh Tazmini) wydał album studyjny Can U Feel Love poprzez wytwórnię Vidisco.
W 2013 roku opublikowany został singel „Saxo Love (I'm What You Want)” (z gościnnym występem Aisy).
2017–2021: Drenchill
Kourosh Tazmini (już jako Drenchill) wydał utwór „Spain” opublikowany 15 września 2017 roku; dostał się on na 35. pozycję na liście Deutsche Dj Playlist. W singlu tym gościnnie występowała Jermaine Fleur.
Drugim singlem Drenchilla był utwór „Hey Hey” wydany przez wytwórnię Sony Music, w którym gościnnie występowała Indiiana. Dostał się on jedynie do niemieckiej listy Dance-Charts; jego najwyższą pozycją na tej liście było miejsce 63. Znalazł się także na liście Deutsche Dj Playlist, gdzie znalazł się na 10. pozycji. Następnie artysta kontynuował współpracę z piosenkarką.
Ich kolejną piosenką był utwór „Freed from Desire” (cover singla Gali Rizzatto o tym samym tytule). Oprócz wcześniej wymienianych list znalazł się on na 1. miejscu polskiej listy AirPlay – Top (był on najbardziej popularnym singlem Drenchilla w Polsce) oraz na 4. pozycji radiowej listy WNP stworzonej przez projekt muzyczny Tophit.
W 2019 roku nagrał 2 single: „Allumé Allumé” (z gościnnym udziałm Jano) oraz „Never Never” (wraz z Indiianą). Drugi został najpopularniejszym singlem tego artysty na terenie Francji oraz Belgii – dostał się on do list przebojów polskiej, rosyjskich, niemieckich, francuskiej oraz do wskazówek w obu belgijskich listach (Ultratop 50 Singles z Flandrii oraz Ultratop 50 Singles z Walonii).
W 2020 roku nagrał swój kolejny singel – „Forever Summer” (we współpracy z Indiianą). Znalazł się on na 9. pozycji polskiej listy, 503. miejscu radiowej listy WNP. Dostał się on także do dwóch niemieckich list: na 3. i 5. miejsce.
W grudniu 2020 roku we współpracy z DJ Gorgio Gee wydał singel „Wa Wa”. 5 stycznia 2021 roku opublikowany został singel „Remedy” Drenchilla oraz duetu Nora & Chris. 30 kwietnia 2021 wydał singel „Talk Talk” wraz z rumuńską piosenkarką Holy Molly.
4 czerwca 2021 zosyał opublikowany singel „Tócame”, który Drenchill nagrał z Dubossem, Szarrem i Iwarem.
2 lipca wydał singel „Paradise”, w którym gościnnie ponownie występuje Indiiana, a w listopadzie wyszedł ich kolejny utwór pt. „What You Say”.

### Życie prywatne
Pomimo że Drenchill urodził się w Portugalii, na co dzień mieszka w Niemczech.

## Etymologia
Pseudonim artysty „Drenchill” pochodzi od nazwy singla Roberta Milesa pt. „Children”.

## Dyskografia

### Albumy studyjne
| Rok  | Dane dot. albumu |
| ---- | --- |
| 2012 | Can U Feel Love (jako Kourosh Tazmini, gościnnie Anda Adam) - Wydany: 1 lutego 2012 - Wytwórnia: Vidisco - Format: digital download, streaming |

### Single
Jako główny artysta
| Rok | Tytuł                                                                  | Pozycja na liście przebojów | Pozycja na liście przebojów | Pozycja na liście przebojów | Pozycja na liście przebojów | Pozycja na liście przebojów | Pozycja na liście przebojów | Pozycja na liście przebojów | Pozycja na liście przebojów | Pozycja na liście przebojów | Pozycja na liście przebojów | Certyfikat                | Sprzedaż       | Album |
| Rok | Tytuł                                                                  | BEL                         | BEL                         | FRA                         | GER                         | GER                         | POL                         | POL                         | WNP                         | WNP                         | BLR                         | Certyfikat                | Sprzedaż       | Album |
| Rok | Tytuł                                                                  | Fla                         | Wal                         | FRA                         | Dance                       | DJ                          | Airplay                     | Nowości                     | Radio                       | Radio & Youtube             | BLR                         | Certyfikat                | Sprzedaż       | Album |
| --- | ---------------------------------------------------------------------- | --------------------------- | --------------------------- | --------------------------- | --------------------------- | --------------------------- | --------------------------- | --------------------------- | --------------------------- | --------------------------- | --------------------------- | ------------------------- | -------------- | ----- |
| 2013 | „Saxo Love (I'm What You Want)” (jako Kourosh Tazmini, gościnnie Aisa) | –                           | –                           | –                           | –                           | –                           | –                           | –                           | –                           | –                           | –                           |                           |                | —     |
| 2017 | „Spain” (gościnnie: Jermaine Fleur)                                    | –                           | –                           | –                           | –                           | 35                          | –                           | –                           | –                           | –                           | –                           |                           |                | —     |
| 2018 | „Hey Hey” (gościnnie: Indiiana)                                        | –                           | –                           | –                           | 63                          | 10                          | –                           | –                           | –                           | –                           | –                           |                           |                | —     |
| 2018 | „Freed from Desire” (gościnnie: Indiiana)                              | –                           | –                           | –                           | 10                          | 3                           | 1                           | 3                           | 4                           | 7                           | 6                           | - POL: 4× platynowa płyta | - POL: 80 000+ | —     |
| 2019 | „Allumé Allumé” (gościnnie: Jano)                                      | –                           | –                           | –                           | 91                          | 12                          | –                           | –                           | –                           | –                           | –                           |                           |                | —     |
| 2019 | „Never Never” (gościnnie: Indiiana)                                    | –                           | –                           | 115                         | 1                           | 1                           | 8                           | 4                           | 103                         | 114                         | –                           | - POL: 2× platynowa płyta | - POL: 40 000+ | —     |
| 2020 | „Forever Summer” (gościnnie: Indiiana)                                 | –                           | –                           | –                           | 5                           | 3                           | 3                           | 1                           | 503                         | –                           | –                           | - POL: platynowa płyta    | - POL: 20 000+ | —     |
| 2020 | „Wa Wa” (oraz Giorgio Gee)                                             | –                           | –                           | –                           | 95                          | 6                           | –                           | –                           | –                           | –                           | –                           |                           |                | —     |
| 2021 | „Remedy” (oraz Nora & Chris)                                           | –                           | –                           | –                           | –                           | 22                          | –                           | –                           | 546                         | 562                         | –                           |                           |                | —     |
| 2021 | „Talk Talk” (oraz Holy Molly)                                          | –                           | –                           | –                           | –                           | 22                          | –                           | –                           | –                           | –                           | –                           |                           |                | —     |
| 2021 | „Tócame” (oraz Duboss, gościnnie: Szarr i Iwaro)                       | –                           | –                           | –                           | –                           | –                           | –                           | –                           | –                           | –                           | –                           |                           |                | —     |
| 2021 | „Paradise” (gościnnie: Indiiana)                                       | –                           | –                           | –                           | –                           | –                           | –                           | –                           | –                           | –                           | –                           |                           |                | —     |
| 2021 | „What You Say” (gościnnie: Indiiana)                                   | –                           | –                           | –                           | –                           | –                           | –                           | –                           | –                           | –                           | –                           |                           |                | —     |
| 2023 | „Starlight” (gościnnie: Jorik Burema)                                  | –                           | –                           | –                           | –                           | –                           | 9                           | X                           | –                           | –                           | –                           | - POL: złota płyta        | - POL: 25 000+ | —     |
| „–” oznacza, że singel nie był notowany na danej liście. „X” oznacza, że lista nie istniała w danym okresie. |                                                                        |                             |                             |                             |                             |                             |                             |                             |                             |                             |                             |                           |                |       |

### Remiksy

#### Remiksy Drenchilla
| Rok                                                      | Tytuł                                                    | Pozycja na liście przebojów | Album                         |
| Rok                                                      | Tytuł                                                    | FIN (iTunes)                | Album                         |
| -------------------------------------------------------- | -------------------------------------------------------- | --------------------------- | ----------------------------- |
| 2017                                                     | „Summer Snow (Drenchill Remix)” (Nick Kingswell)         | –                           | Summer Snow (remix minialbum) |
| 2020                                                     | „Run To You (Drenchill Remix)” (Sam Bird oraz Papa Zeus) | 49                          | —                             |
| „–” oznacza, że singel nie był notowany na danej liście. |                                                          |                             |                               |

#### Notowane remiksy utworów Drenchilla
| Rok                                                      | Tytuł                           | Pozycja na liście przebojów | Pozycja na liście przebojów | Pozycja na liście przebojów | Pozycja na liście przebojów | Pozycja na liście przebojów | Album |
| Rok                                                      | Tytuł                           | TUR (Radio)                 | TUR (iTunes)                | AUT (iTunes)                | FRA (iTunes)                | NOR (iTunes)                | Album |
| -------------------------------------------------------- | ------------------------------- | --------------------------- | --------------------------- | --------------------------- | --------------------------- | --------------------------- | ----- |
| 2019                                                     | „Freed from Desire (DNF Remix)” | 42                          | –                           | –                           | –                           | –                           | —     |
| 2019                                                     | „Never Never (Cocomo Remix)”    | 47                          | 48                          | 52                          | –                           | –                           | —     |
| 2019                                                     | „Never Never (Skytech Remix)”   | –                           | –                           | –                           | 93                          | 85                          | —     |
| „–” oznacza, że singel nie był notowany na danej liście. |                                 |                             |                             |                             |                             |                             |       |

### Inne notowane utwory
| Rok                                                      | Tytuł                              | Pozycja na liście przebojów | Pozycja na liście przebojów | Pozycja na liście przebojów | Pozycja na liście przebojów | Album |
| Rok                                                      | Tytuł                              | TUR (Radio)                 | ITA (iTunes)                | POL (Dance Radio)           | FRA (iTunes)                | Album |
| -------------------------------------------------------- | ---------------------------------- | --------------------------- | --------------------------- | --------------------------- | --------------------------- | ----- |
| 2018                                                     | „Freed from Desire (Extended Mix)” | –                           | 35                          | 29                          | –                           | —     |
| 2019                                                     | „Never Never (Acoustic Mix)”       | 30                          | –                           | –                           | –                           | —     |
| 2019                                                     | „Never Never (Extended Mix)”       | –                           | –                           | –                           | 30                          | —     |
| „–” oznacza, że singel nie był notowany na danej liście. |                                    |                             |                             |                             |                             |       |